# 国防部爱国青年训导总队
国防部爱国青年训导总队，简称“青训总队”，是1948年至1949隶属于中华民国国防部的对被俘的中國人民解放军干部士兵、参加学生运动的左派青年强制羁押、感化训练的机构。

## 历史
1948年春，国防部政工局把各剿匪總司令部、綏靖公署的政工系统分设的青年训导大队统一列为国防部爱国青年训导第某总队。1948年夏，国防部政工局命令将“脱党脱籍”改称“统建运动”，意即脱离中國共产党党籍和学籍后，参加中國国民党的统一建国运动，要求填写详细的“脱党脱籍”登记表（后改称“统建运动”登记表），并在誓词上签名盖章、按指印，开大会公开宣誓，在当地城市的大报登出脱党脱籍者启事。

## 组织架构
- 国防部爱国青年训导第三总队：其前身是1946年初在锦州成立东北保安司令长官部集中营，同年4月改编为青年训导队。1946年6月起改由政工处领导，业务仍由第二处负责指导。1948年6月改为国防部爱国青年训导第三总队某中队。沈阳警备司令部稽察处附设一个特种拘留所，即爱国青年训导第三总队第十五中队。
- 国防部爱国青年训导第四总队：设在华北剿匪總司令部。下辖第一、第二大队为原张垣绥署青训大队，第三大队为原保定绥署青训大队，第四大队原为國民政府主席北平行辕（后改为华北剿总）政工处设立直属，第五大队为原第十三军在热河省的青训大队。1948年12月青训四总队缩编为四个大队，第五大队并入第四大队内，第五大队原有的三个中队缩编成13、14两个中队，第四大队原有的五个中队划成15、16两个中队，大队长王焕文，副大队长孙振声，下设训导、文书、军需、医务四室，15、16两个中队仍住北平市炮局胡同[3]，崔汉光、吴善箴分任中队长。
- 国防部爱国青年训导第五总队：1948年10月进驻芜湖，1948年12月撤离芜湖。
- 国防部爱国青年训导第六总队：设在西安绥靖公署。[2][4]
- 陆军总司令部徐州司令部郑州指挥所青年训导总队
  - 第一大队
  - 第二大队（即劳动集中营，新四军第五师曹志坚等几十人牺牲处）
  - 第四大队（在小西门今武警总队处）
  - 第六大队（集中营）
  - 第十六大队（集中营）